# Postzegels van de Faeröer
De postzegels van de Faeröer verschijnen sinds 1975, toen het een autonome postdienst kreeg, los van het moederland van Denemarken. De Faeröerse postzegels blijven hierdoor echter nauw verwant aan de postzegels van Denemarken en de postzegels van Groenland.

## Skjúts-systeem

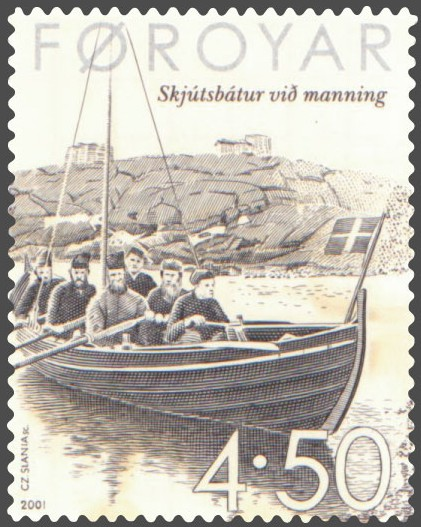
Faeröerse postzegel met als onderwerp de postboot (skjútsbátur), 2001.

Tijdens de jaren 1860 werd op de Faeröer een postdienst op poten gezet, het Skjúts-systeem. In 1865 werd het Skjúts-systeem gereguleerd, nadat de Løgting, het wetgevend orgaan van de Faeröer, een wet hieromtrent had aangenomen. In de Faeröerse dorpen werd een Skjútsskaffari aangesteld, een soort postmeester of postbode, die de taak had om personen, brieven en pakketjes per boot te vervoeren tussen de verschillende eilanden van de Faeröer.
Het Skjúts-systeem bleef bestaan tot rond de Eerste Wereldoorlog, maar doofde uit met de opkomst van de reguliere postdienst.

## Eerste postkantoren

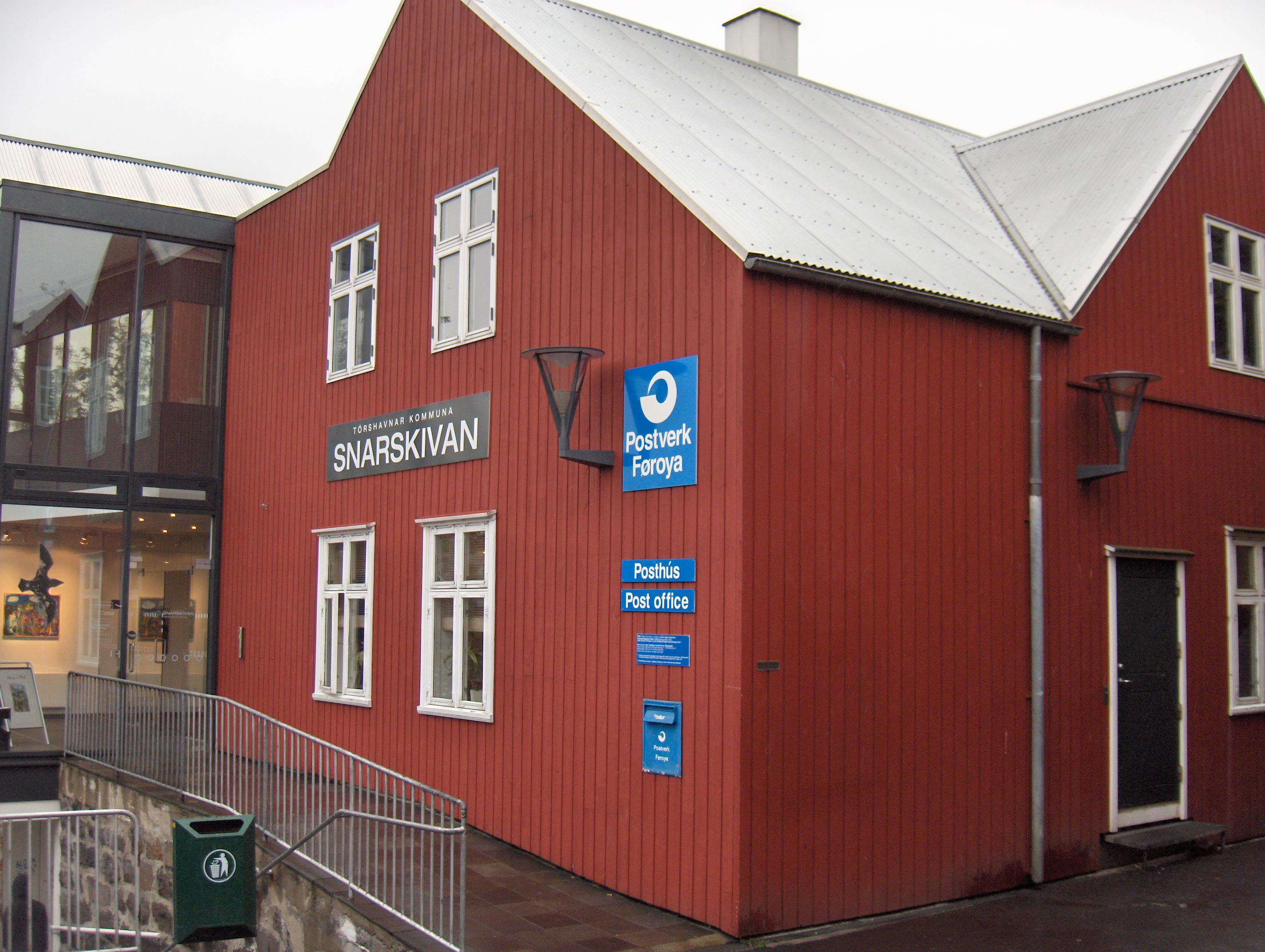
Postkantoor in Tórshavn.

Het eerste Faeröerse postkantoor opende in Tórshavn op 1 maart 1870. Later volgden postkantoren in Tvøroyri en Klaksvík, respectievelijk op 1 maart 1884 en 1 mei 1888.  De postkantoren stonden onder de controle van de lokale sýslumaður (districtscommissaris, sheriff).  Gedurende de 19de eeuw waren er op het ganse grondgebied van de archipel slechts deze drie postkantoren. Een forse uitbreiding van het netwerk volgde in 1903 en de jaren die daarop volgden. Over de ganse archipel werden tientallen nieuwe postkantoren geopend. In 1918 alleen al openden bijvoorbeeld 15 nieuwe kantoren. Zowat iedere nederzetting op de Faeröereilanden kreeg uiteindelijk een eigen postkantoor.

## Postzegeltekorten in 1919 en 1941

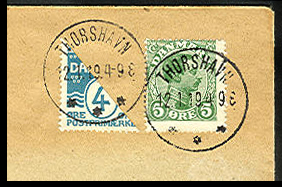
Middendoor gesneden Deense postzegel ten tijde van het postzegeltekort, 1919. Door deze maatregel kon men alsnog combinaties maken voor de vereiste frankeerwaarde van 7 øre.

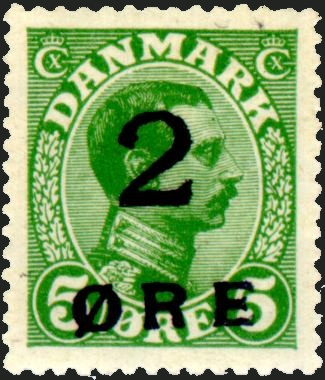
Faeröerse postzegel van 5 øre met een overdruk van 2 øre, 1919.

In de jaren 1870 deed de postzegel zijn intrede in de Faeröer. Het ging hier om de postzegels van Denemarken, zelfs zonder enige overdruk of iets dergelijks.
Vanwege een gebrekkige scheepvaartverbinding tussen het moederland Denemarken en de Faeröer geraakte de voorraad postzegels er twee maal uitgeput. Een eerste maal gebeurde dit in 1919. Op 8 december 1918 ontving het postkantoor in Tórshavn nieuwe tariefinstructies van de Deense postoverheid in Kopenhagen. Voor zendingen binnen de Faeröer tot 250 grein (15 gram) was het tarief 5 tot 7 øre, voor postkaarten naar Denemarken tot eveneens 250 grein was het tarief 4 tot 7 øre. Deze tarieven traden in werking op 1 januari 1919. De gebrekkige scheepvaartverbinding bracht echter met zich mee dat de postzegels met een frankeerwaarde van 7 øre niet tijdig arriveerden te Tórshavn. Gezien de vraag naar postzegels al snel groter bleek te zijn dan het aanbod, moest er een tijdelijke oplossing worden uitgewerkt. Het postkantoor van Tórshavn kreeg dan ook te toestemming om de postzegels met een frankeerwaarde van 4 øre middendoor te snijden en er postzegels van 2 øre van te maken. Toen de voorraad van 4 øre-postzegels eveneens verminderde, besloot men om postzegels van 5 øre te devalueren tot 2 øre door middel van een overdruk. Deze overdruk werd overigens met de hand aangebracht op iedere zegel.
Een gelijkaardige situatie deed zich voor in de periode 1940 – 1941, ten tijde van de Tweede Wereldoorlog in Europa. Alhoewel Denemarken zich weerom neutraal opstelde, werd het op 9 april 1940 aangevallen door nazi-Duitsland. De Deense regering capituleerde nog dezelfde dag. Door het verliezen van het contact met het moederland, werd vanaf 12 april 1940 een Britse administratie opgericht op de Faeröer. Dit zou duren tot het einde van de oorlog in 1945. Een nieuw postzegeltekort werd toen opgelost door het overdrukken van postzegels met een toeslag van 20 øre.

## Eigen Faeröerse postzegels

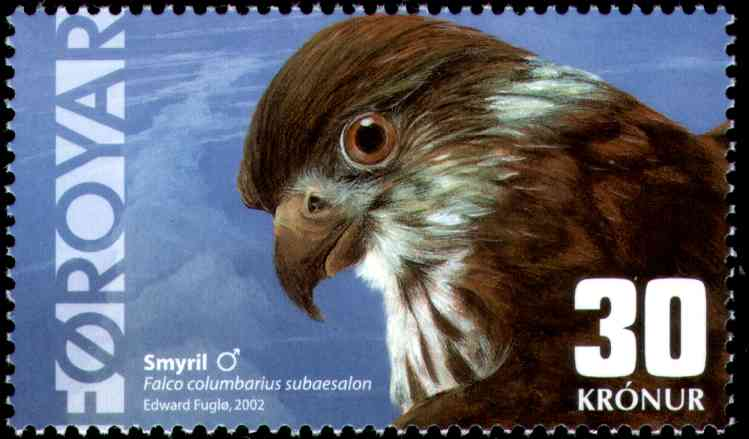
Faeröerse postzegel uit 2002. Deze postzegel, die een smelleken afbeeldt, won de tweede prijs tijdens de verkiezing van de mooiste postzegel van Europa in 2004. De ontwerper is Edward Fuglø.

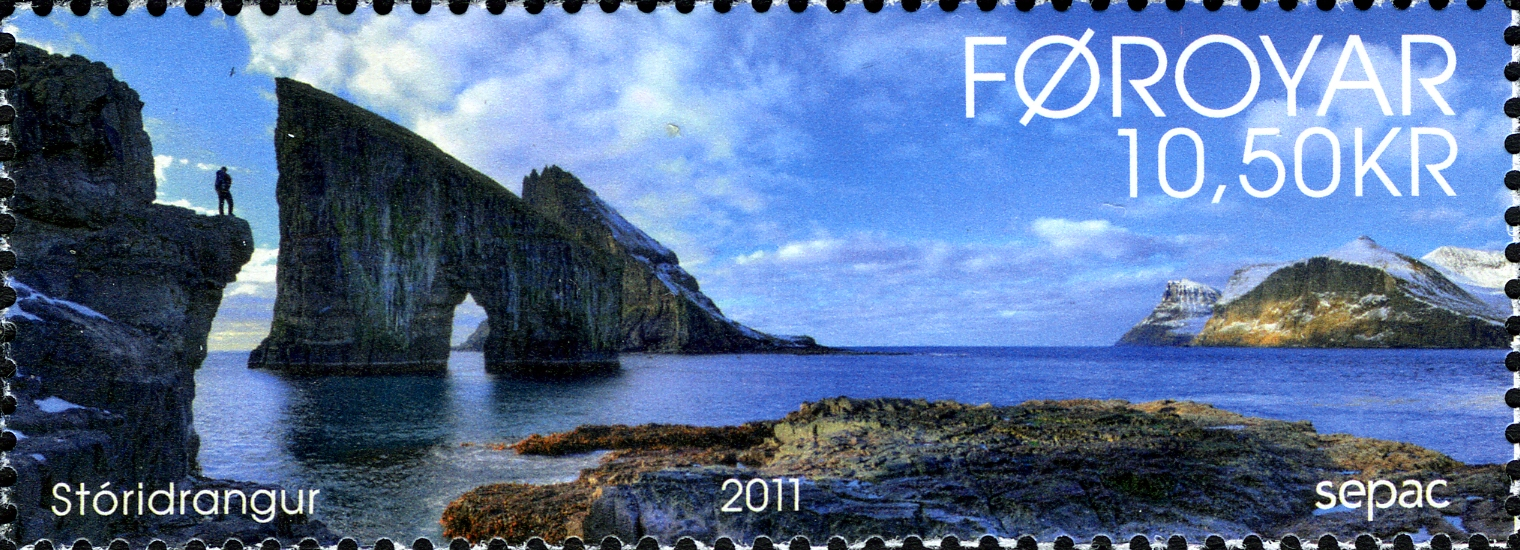
Faeröerse postzegel uit 2011.

In 1974 begon de Deense postoverheid met het uitgeven van postzegels met het opschrift FØROYAR. Tot op heden dragen de Faeröerse postzegels dit opschrift als landsaanduiding. De postzegels werden zowel ingezet voor het versturen van brieven als voor de verkoop aan filatelisten. De eerste eigen postzegel van de Faeröer kwam op de markt op 30 januari 1975. Sindsdien zijn de Faeröerse postzegels een gegeerd goed bij veel postzegelverzamelaars. Dat bereikte van tijd tot tijd zulke grote successen, dat postzegels het tweede exportproduct werd van de Faeröereilanden.
Tot 1 april 1976 werd de postdienst op de eilanden verzorgd door het Deense Post Danmark. Post Danmark organiseerde de postdienst als volgt. Ten eerste was er een hoofdpostkantoor in Tórshavn, geleid door een postmeester. Vervolgens waren de kantoren van Klaksvík, Tvøroyri, Vágur, Vestmanna en Saltangará belangrijke schakels. Deze postkantoren werden geleid door een postagent. Alle andere postkantoren waren ten slotte verdeeld in twee groepen: de grotere verzamelingskantoren en de kleinere verdelingskantoren. Tot op de dag van vandaag is het postsysteem er op deze wijze georganiseerd.

## Postverk Føroya
Na de Løgting)verkiezingen in november 1974 wenste de nieuwe Faeröerse regering autonomie te verwerven over de postdiensten. Een jaar later startten de onderhandelingen hierover met de Deense regering. Na deze onderhandelingen werd de postdienst aan de Faeröer overgedragen op 1 april 1976. Het eigen Faeröerse postbedrijf noemde men Postverk Føroya. Sinds 1976 geeft de Faeröer dan ook zelf zijn eigen postzegels uit. Postverk Føroya staat zelf in voor het onderwerpen, het produceren en het verspreiden van deze postzegels.
Ondertussen werden reeds de eerste stappen gezet naar een (gedeeltelijke) privatisering van Postverk Føroya. In 2005 werd het bedrijf omgevormd tot een naamloze vennootschap, met de overheid als enige aandeelhouder. In september 2009 wijzigde de naam van het postbedrijf vervolgens in Posta.